# Long Range Lake
Der Long Range Lake ist ein See im Central Hawke’s Bay District der Region Hawke’s Bay auf der Nordinsel von Neuseeland.

## Geographie
Der Long Range Lake befindet sich rund 24 km südöstlich des Ortes Waipukurau und rund 5,7 km nordwestlich der Ostküste zum Pazifischen Ozean. Der See, der aus zwei Armen besteht, umfasst eine Fläche von 11,3 Hektar und misst eine Uferlinie von rund 2,8 km. Von seinem Wasserzulauf auf führt zunächst sein schmaler rund 50 m breiter und rund 820 m langer Arm in Richtung Westen, um dann auf den rund 500 m langen in Südwest-Nordost-Richtung ausgerichteten, bis zu 240 m breiten Hauptteil des Sees zu münden. Auf die Gesamtlänge bezogen misst der See rund 1,2 km.
Gespeist wird der See durch einen von Osten her kommenden kleinen Bach. Ein regulärer Abfluss existiert nicht. Lediglich bei einem Überlauf des Sees kann ein Abfluss an seinem südlichen Ende stattfinden.